# Macogny
Macogny és un municipi francès situat al departament de l'Aisne i a la regió dels Alts de França. L'any 2007 tenia 70 habitants.

## Demografia

### Població
El 2007 la població de fet de Macogny era de 70 persones. Hi havia 23 famílies de les quals 3 eren unipersonals (3 homes vivint sols), 10 parelles sense fills i 10 parelles amb fills.
La població ha evolucionat segons el següent gràfic:
Habitants censats

### Habitatges
El 2007 hi havia 30 habitatges, 24 eren l'habitatge principal de la família i 5 eren segones residències. Tots els 30 habitatges eren cases. Dels 24 habitatges principals, 17 estaven ocupats pels seus propietaris i 7 estaven llogats i ocupats pels llogaters; 4 tenien tres cambres, 3 en tenien quatre i 17 en tenien cinc o més. 23 habitatges disposaven pel capbaix d'una plaça de pàrquing. A 11 habitatges hi havia un automòbil i a 12 n'hi havia dos o més.

### Piràmide de població
La piràmide de població per edats i sexe el 2009 era:
| Homes | Edats   | Dones |
| ----- | ------- | ----- |
| 0     | 95 o +  | 0     |
| 0     | 90 a 94 | 0     |
| 0     | 85 a 89 | 0     |
| 0     | 80 a 84 | 0     |
| 0     | 75 a 79 | 0     |
| 4     | 70 a 74 | 4     |
| 0     | 65 a 69 | 0     |
| 0     | 60 a 64 | 0     |
| 4     | 55 a 59 | 0     |
| 4     | 50 a 54 | 4     |
| 0     | 45 a 49 | 0     |
| 0     | 40 a 44 | 4     |
| 0     | 35 a 39 | 0     |
| 0     | 30 a 34 | 0     |
| 12    | 25 a 29 | 8     |
| 0     | 20 a 24 | 0     |
| 0     | 15 a 19 | 4     |
| 0     | 10 a 14 | 0     |
| 0     | 5 a 9   | 0     |
| 8     | 0 a 4   | 0     |

## Economia
El 2007 la població en edat de treballar era de 40 persones, 30 eren actives i 10 eren inactives. De les 30 persones actives 27 estaven ocupades (15 homes i 12 dones) i 3 estaven aturades (1 home i 2 dones). De les 10 persones inactives 3 estaven jubilades, 2 estaven estudiant i 5 estaven classificades com a «altres inactius».
Activitats econòmiques
Dels 5 establiments que hi havia el 2007, 1 era d'una empresa immobiliària i 4 d'empreses de serveis.
L'any 2000 a Macogny hi havia 4 explotacions agrícoles que ocupaven un total de 1.012 hectàrees.

## Poblacions més properes
El següent diagrama mostra les poblacions més properes.